# Westarctica
Westarctica, tên chính thức Đại Công quốc Westarctica (tiếng Anh: Grand Duchy of Westarctica), tên cũ Lãnh thổ Bảo hộ Westarctica (tiếng Anh: Protectorate of Westarctica), là một vi quốc gia được thành lập bởi Travis McHenry, sau đó tự xưng là "Đại Công tước" vào năm 2001. Mặc dù có đầy đủ những thứ giống như một quốc gia, nó không được bất cứ quốc gia có chủ quyền nào công nhận.
Vùng lãnh thổ tuyên bố bởi Westarctica được biết đến là Đất Marie Byrd, rộng khoảng 1.600.000 2, nằm giữa Lãnh thổ phụ thuộc Ross của New Zealand và lãnh thổ Nam Cực của Chile, cụ thể là phần đất của Nam Cực nằm giữa 90 độ và 150 độ kinh độ tây và nam của vĩ tuyến 60. Nó bao gồm 620.000 dặm vuông đất đai, nhưng mặc dù nó tuyên bố hơn 2.000 công dân, không ai trong số họ cư trú trong phạm vi lãnh thổ tuyên bố.
Vào năm 2015, Đại Công tước Travis đã được một công ty sản xuất truyền hình liên hệ về việc phát triển một chương trình truyền hình thực tế sẽ diễn ra ở Westarctica. Chương trình được tài trợ bởi một mạng lưới truyền hình và sẽ giải quyết những áp lực khi cố gắng bắt đầu một đất nước với gia đình và bạn bè trong khi bị giới hạn ở một địa điểm tương đối hạn chế. Trạm nghiên cứu bỏ hoang Russkaya của nước Nga Xô viết được coi là một sự phù hợp hoàn hảo cho sản xuất, và được Westarctica tuyên bố là "thành phố lớn nhất" của họ.
Chính phủ Westarctica đã thành lập một tổ chức từ thiện có trụ sở tại Hoa Kỳ để nâng cao nhận thức về tác động của biến đổi khí hậu đối với động vật hoang dã ở Nam Cực và cũng tích cực lên tiếng về sự cần thiết phải có một phản ứng toàn cầu hiệu quả đối với COVID-19.

## Lịch sử

### Lãnh thổ Achaean
Chính trong các trang của CIA World Factbook, Travis McHenry lần đầu tiên phát hiện ra tình hình chính trị quốc tế ở Nam Cực. Đầu tiên, Đại công tước Travis tương lai quyết định đặt tên cho vùng đất mà ông tuyên bố là Lãnh thổ Achaean ở Nam Cực, được lấy cảm hứng từ hình ảnh Hy Lạp về cuốn Illiad, lúc đó ông đang đọc. Thành phố thủ đô được đề xuất sẽ được đặt tên là "Achilles" và sẽ được đặt tại vị trí của trạm Byrd bị bỏ hoang theo mùa. Vùng đất Marie Byrd chưa được tuyên bố là lãnh thổ của bất cứ nước nào, do vậy Travis McHenry đã chọn khu vực này để tuyên bố.

### Hiện tại
Năm 2004, McHenry đã đổi tên quốc gia của mình thành Đại Công quốc Westarctica, và bắt đầu hoạt động cấp hộ chiếu riêng. Tuy nhiên, một kẻ lừa đảo ở Kenya bắt đầu sản xuất hộ chiếu giả, do vậy hoạt động này phải dừng lại. Vào ngày 29 tháng 10 năm 2017, Westarctica sáp nhập Calsahara, một vi quốc gia khác cũng được tạo ra bởi Đại Công tước Travis nằm ở California. Lãnh thổ này sau đó trở thành Thuộc địa Calsahara.
Ở Nerja, Tây Ban Nha, một Lãnh sự quán của Westarctica đã được thành lập vào năm 2018 bởi Chính phủ nước này, mặc dù nó không được bất cứ quốc gia có chủ quyền nào công nhận.

## Lãnh thổ

### Westarctica lục địa
Phần lớn lãnh thổ của Westarctica bao gồm toàn bộ đất Marie Byrd, nhưng được xác định cụ thể hơn là tất cả các vùng đất phía nam 60 °N và từ 90 °T đến 150 °T bao gồm tất cả các vùng biển và băng. Cái nêm này nằm giữa các yêu sách lãnh thổ của Chile và New Zealand và kéo dài từ Vòng Nam Cực đến Nam Cực, nơi nó tham gia và tiếp giáp với tất cả các phần được tuyên bố khác của lục địa. Thay vì tuân thủ khái niệm về Vùng đặc quyền kinh tế của Luật Biển, cho phép sở hữu toàn bộ lãnh thổ đại dương 200 nmi (370 km) từ bờ biển của một quốc gia, lãnh thổ được tuyên bố của Westarctica bao gồm tất cả Biển Amundsen và phần phía tây của Biển Bellingshausen.
Thuật ngữ "Westarctica lục địa" thường dùng để chỉ tất cả các hòn đảo ngoài khơi mà không có quốc gia nào khác tuyên bố, bao gồm các đảo Thurston, Steventon và Wright cũng như nhiều hòn đảo trong Quần đảo Marshall và hàng chục hòn đảo khác dọc theo bờ biển của đất nước.

### Đảo Peter I

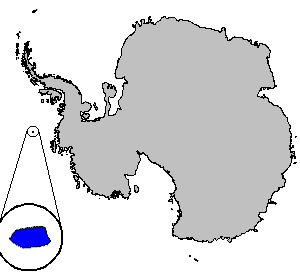
Vị trí của đảo Peter I tại Nam Cực

Đảo Peter I dài 11 x 19 km (6,8 x 11,8 mi) và 156 km2 (60 dặm vuông), lớn hơn một chút so với Đảo Staten, New York. Nó nằm cách 450 km (280 dặm) từ Westarctica lục địa. Hòn đảo đã bị Na Uy sáp nhập vào năm 1931. Mặc dù hòn đảo nằm trong ranh giới của bức thư yêu sách, đảo Peter I không được đề cập cụ thể, và tình trạng của nó là một phần của Westarctica đã được giải thích. Để khắc phục điều này, nó đã được Westarctica sáp nhập từ Na Uy vào năm 2005. Cả hai cuộc thôn tính này đều không được các quốc gia ký kết của Hiệp ước Nam Cực công nhận. Đây là thủ đô vật lý của Westarctica.
Con trai cả của Đại công tước Travis, Hoàng tử Ashton Roman, mang danh hiệu Tổng trấn đảo Peter I. Với vị thế của đảo Peter I là một quận thủ đô, không phải là một lãnh thổ thực sự, danh hiệu này hoàn toàn mang tính nghi thức.

### Lãnh thổ tuyên bố trùng với Flandrensis
Năm 2008, trong một thời gian không hoạt động từ chính phủ Westarctica, Đại Công quốc Flandrensis đã được thành lập, đưa ra yêu sách cho năm hòn đảo ngoài khơi bờ biển Tây Nam Cực: Đảo Siple, Đảo Cherry, Đảo Maher, Đảo Pranke, và Đảo Carney, và dựa trên yêu cầu của mình dựa trên việc giải thích Hiệp ước Nam Cực năm 1959. Năm hòn đảo này vẫn được tuyên bố là một phần của lục địa Tây Ban Nha, nhưng được quản lý như một quận đặc biệt trong quốc gia, vì sự tôn trọng đối với Flandrensis, hiện là đồng minh của Westarctica.

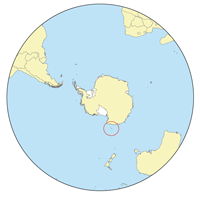
Vị trí quần đảo Balleny

## Thuộc địa

### Quần đảo Balleny
Quần đảo Balleny là một loạt các hòn đảo không có người ở Nam Đại Dương kéo dài từ 66°15' đến 67°35'N và 162°30' đến 165°00'E. Nhóm đảo kéo dài khoảng 160 km (99 mi) theo hướng tây bắc-đông nam. Chúng nằm trong Lãnh thổ phụ thuộc Ross và ban đầu được Vương quốc Anh tuyên bố đầu tiên và sau đó bởi New Zealand trước khi bị Westarctica sáp nhập vào năm 2005.
Kể từ khi sáp nhập, các đảo đã được Công tước xứ Sherman quản lý với tư cách là Thống đốc Quần đảo Balleny.

### Thuộc địa Calsahara
Ban đầu được gọi là Vương quốc Calsahara, lãnh thổ rộng 120 mẫu Anh là thuộc địa của Westarctica nằm hoàn toàn trong tiểu bang California của Hoa Kỳ gần cộng đồng Thung lũng California chưa hợp nhất trên Đồng bằng Carrizio. Calsahara được thành lập bởi Travis McHenry vào ngày 24 tháng 11 năm 2009 và tồn tại như một quốc gia độc lập cho đến khi nó bị chinh phục mà không bị kháng cự trong Cuộc xâm lược Calsahara của Vệ binh Hoàng gia Westarctica vào ngày 29 tháng 10 năm 2017.
Nó được cai trị bởi Phó vương Calsahara, Hoàng tử Daniel Nicholas, người đại diện cho quyền lực hoàng gia của Đại công tước, cũng như Đại tướng của Calsahara, Nam tước Bastanchury, người hiện tại (tính đến năm 2019) chịu trách nhiệm chung về quản lý và quản lý thuộc địa.

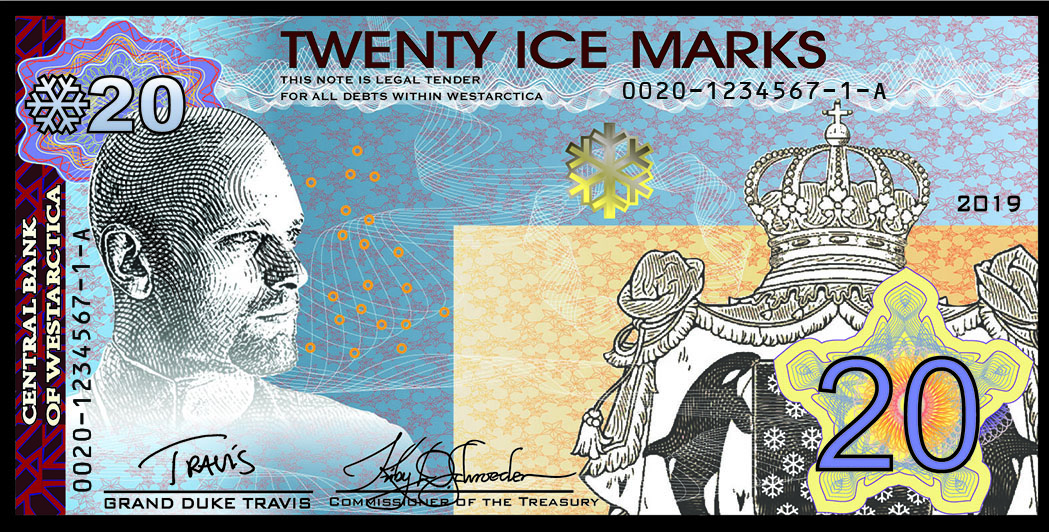
Tờ giấy bạc 20 Eismark.

## Kinh tế
Đơn vị tiền tệ hiện tại của Westarctica là Eismark, hay Ice Mark. Đơn vị cũ là Dollar Westarctica (ký hiệu: WA$ / WAD). Trước đây chính phủ cũng phát hành một loại tiền xu, tuy nhiên hoạt động này đã chấm dứt chỉ sau một năm.
Vào ngày 10 tháng 10 năm 2018, Westarctica đã được cấp miễn thuế (trở lại vào ngày 26 tháng 7 năm 2018 và được nhận vào ngày 19 tháng 10 năm 2018) bởi Dịch vụ Doanh thu Nội bộ của Hoa Kỳ. Tình trạng này mang lại cho tất cả các nhà tài trợ cho Westarctica khả năng nhận được khấu trừ thuế vào lần nộp thuế cuối năm của họ. Nó cũng làm cho Westarctica trở thành vi quốc gia đầu tiên trên thế giới được miễn thuế hợp pháp cho bất kỳ chính phủ nào trên thế giới.

## Chính phủ
Chính phủ của Westarctica là một chính phủ quân chủ lập hiến, được lãnh đạo bởi Đại công tước Westarctica, và được quản lý với sự hỗ trợ của Hội đồng Hoàng gia. Hội đồng Hoàng gia được Thủ tướng giám sát, người được bầu một cách dân chủ và phục vụ một nhiệm kỳ bốn năm. Không có cơ quan lập pháp chính thức nào. Đại Công tước hiện tại là Travis McHenry, còn Thủ tướng là Jordan Farmer.

## Quân đội
Vệ binh Hoàng gia Westarctica là lực lượng quân sự của Westarctica. Nó là một đơn vị nhỏ chỉ có sáu binh sĩ.
Nhiều thành viên của chính phủ, quý tộc và công dân của Westarctica là cựu chiến binh của nhiều quân đội thế giới khác nhau, đặc biệt là Hải quân Hoa Kỳ, Quân đội Hoa Kỳ và Không quân Hoa Kỳ.

## Quốc ca
Quốc ca của Westarctica là bài Westarctica, Land of the Brave:
| Lời                                                                                 |
| ----------------------------------------------------------------------------------- |
| Westarctica, land of the brave and free Where all our dreams will be Waiting for me |
| Where once were trees, are icy skies What mysteries beneath you lie                 |
| Westarctica, in all its majesty Adventure waits for me Peaceful and free            |